# 駆虫薬
駆虫薬（くちゅうやく）は寄生虫を殺すか体外に排出するために用いられる薬の一種。虫下し（むしくだし）ともいう。
日本では、昔からセンダンなどの植物やマクリ（カイニンソウ、Digenea simplex）などの紅藻が虫下しとして利用されてきた。また、インドなどでもセンダンに近縁なインドセンダン（Azadirachta indica）が同様の目的で民間の治療薬として利用されてきた。

## 主な虫下し
- マクリ - 主成分はカイニン酸
- ハナヤナギ（Chondria armata） - 主成分はドウモイ酸
- シクンシ（Quisqualis indica） - 主成分はキスカル酸
- サントニン
- プラジカンテル
- メトロニダゾール
- ピランテル
- メベンダゾール
- アルベンダゾール
- フェンベンダゾール
- パモ酸ピルビニウム（Pyrvinium Pamoate）

## パモ酸ピルビニウム
パモ酸ピルビニウムはピルビニウムパモエートともいう。パモ酸ピルビニウムは蟯虫（Enterobius vermicularis）の駆除に有効である。この化合物は水には溶けない。また、この化合物は腸管からほとんど吸収されず、経口投与することにより、安全に腸管内で駆虫効果を奏する。